# Grote Houtstraat

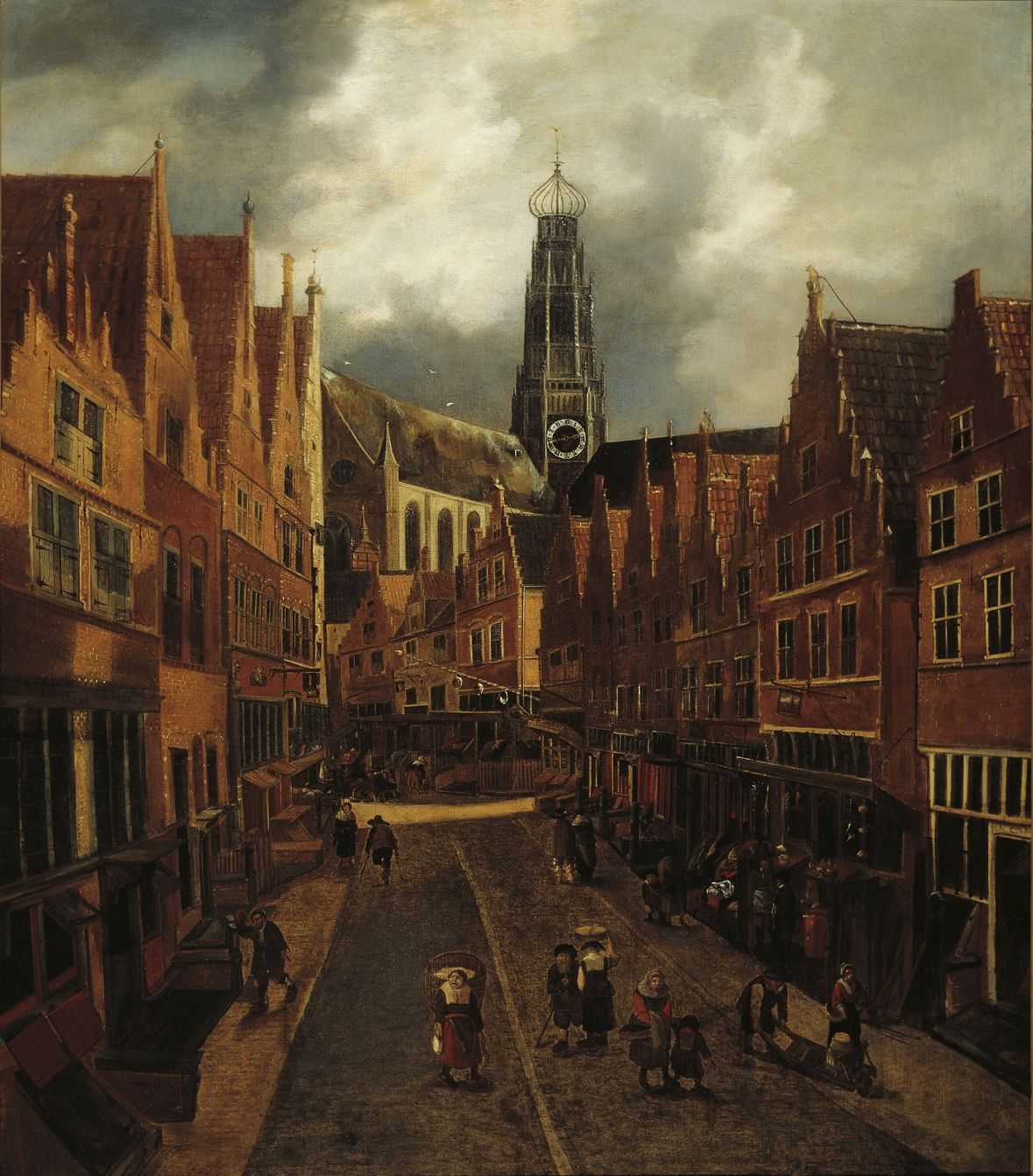
Grote Houtstraat in 1660 door Nicolaes Hals

De Grote Houtstraat is een winkelstraat in het centrum van de Noord-Hollandse stad Haarlem. De straat loopt vanaf de Grote Markt naar het zuiden tot aan het Houtplein.

## Verloop
Vanuit de Grote Markt bezien is de straat eerst nog vrij breed, maar bij de kruising met de zijstraat, de Anegang houd de straat een vaste breedte aan. In dit gedeelte kruist de straat eerst met de Spekstraat en vervolgens met de Paarlaarsteeg. Ter hoogte van nummer 9 vindt men de Guldenbergspoort, de voormalige ingang tot het Karmelietenklooster. Verder zuidwaarts kruist de straat met de Peuzelaarsteeg. Hierna kruist de straat het Verwulft, een overkluizing van de Gedempte Oude Gracht waarna het zijn weg verder richting de Hout vervolgt. Op de hoek met de gracht staat Grote Houtstraat 70, het voormalig pand van het warenhuis Vroom & Dreesman. De straat kruist de Nieuwstraat, die de straat met de evenwijdig lopende Gierstraat verbindt. Verderop komt ook de Cornelissteeg uit op de straat. Aan de oostzijde staan de gebouwen van twee voormalige bioscopen, de Cinema Palace en de Luxor. Hierna komen de Gierstraat en de Doelstraat uit op een plein-achtig stuk van de straat. Dit plein heeft informeel de naam Proveniersplein gekregen, vernoemd naar het Proveniershof dat is gelegen aan deze straat. Na dit hof lopen twee zijstraten de Kerkstraat en de Korte Houtstraat die naar de Nieuwe Kerk op het Nieuwe Kerksplein. Hierna komt de straat uit op de Gasthuisvest en de Grote Houtbrug die de Gasthuissingel overspant. Hier stond, tot de sloop in 1824, de Grote Houtpoort. Hierna komt de straat uit op het Houtplein.
De straat telt tientallen rijksmonumenten.

## Trivia
- De straat komt voor in de Nederlandse versie van het bordspel Monopoly en heet daar Houtstraat.